# Bransoletka. Legenda dziewiętnastego wieku
Bransoletka. Legenda dziewiętnastego wieku – legenda Cypriana Kamila Norwida z 1858 roku będąca oryginalnym moralitetem, w którym poza akcją rozgrywaną pomiędzy ludźmi ukrywa się akcja prawd i tajemnic chrześcijańskich.

## Okoliczności powstania utworu
Bransoletka została napisana we wrześniu 1858 i stanowi rezultat doświadczeń, lektur i rozmyślań Norwida pomiędzy majem a 11 września, datą powrotu autora do Paryża z kuracji w Cette i ze ślubu brata, Ludwika, w Montpellier. Były to:
1. Perypetie matrymonialne Michaliny Dziekońskiej, która na początku maja wyjechała do Drezna, by zawrzeć ślub ze swym kuzynem hrabią Olizarem, po czym wycofała się u progu ołtarza. Wkrótce potem rozeszły się plotki, że ponownie myśli o zamążpójściu.
2. Podpisanie przez Norwida podarunku ślubnego dla Dziekońskiej, co przy jego pechu, mógł potraktować jako wydarzenie ominalne.
3. czerwcowy list Konstancji Górskiej, przebywającej w Londynie i opiekującej się śmiertelnie chorym Konstantym Linowskim (bohaterem drugiej części Garstki piasku), która informowała, że Linowski przyjął ostatnie sakramenty. Dało to Norwidowi sposobność w odpowiedzi do dłuższych rozważań na temat sakramentu ołtarza[1].
4. Pobyt latem w Paryżu Antoniego Zaleskiego, który nasunął mu wspomnienia wspólnych przechadzek po Florencji (1843-1844) w towarzystwie jego ojca.
5. Pobyt Norwida w Nîmes u Ludwika Nabielaka i lektura pożyczonych mu przez gospodarza Kochanków nieba Calderona, kierująca uwagę Norwida na konsekwencję struktury dramatycznej tego pisarza[a].
6. Lektura towarzyszącego Kochankom wstępu tłumacza, Karola Balińskiego, który dużo uwagi poświęcił istocie prawdziwego małżeństwa oraz temu, by chrześcijaństwo przenikało we wszystkie czynności nasze, tak aby nawet zabawa stała się chrześcijańską.
7. Aktualność tych uwag w kontekście ślubu jego brata, Ludwika, 4 września w Montpellier, który odmłodził się w akcie ślubnym o pięć lat i pojął za żonę, ładną, zamożną i bezgranicznie naiwną osiemnastolatkę, marząc być może o wygodnym życiu z posagu[2].

## Publikacja
W październiku 1858 Norwid wysłał tekst utworu Antoniemu Zaleskiemu, który wówczas czynił starania o wydanie pism zebranych przyjaciela.  W ramach tych starań proponował przesłanie tekstu Bransoletki Kraszewskiemu. Ostatecznie nic nie wyszło z planów publikacji pism zebranych. Zaleski nie ogłosił również drukiem, co mógł z łatwością zrobić, samej Bransoletki. Zwrócił ją Norwidowi, który nie miał kopii utworu. Ostatecznie Bransoletka ukazała się w lipskim wydaniu Poezyj u Brockhausa w 1863.

## Treść
Utwór rozpoczyna się dedykacją, wierszem Do A. Z., w której autor wspomina spacery ulicami Florencji z ojcem Antoniego, a potem z nim samym i przesyła mu utwór, który ma zbudzić starszych, a ukołysać dzieci.
Autor przebywał z przyjacielem w salonie, na którego ścianie wisiał obraz przedstawiający Zbawiciela łamiącego chleb wobec uczniów w Emaus, podobny do obrazu Rembrandta. Z daleka dobiegały go dźwięki muzyki i szelest sukien kobiecych. W trakcie ich rozmowy przebiegła przez salon piękna, młoda kobieta. Towarzysz stwierdził, że z daty urodzenia to Barbara herbu Strzemię, ze chrztu Eulalia – na cześć sławnego w czasie jej urodzenia romansu, a z bierzmowania Edgarda –  z uwagi na znakomitego młodzieńca, Edgara herbu Strzała. Po czym towarzysz jego poprowadził go ku krzesłu, na którym siedziała ta piękna panna. Nawiązała się rozmowa o tym, że tak świetna i huczna zabawa została spowodowana zbliżaniem się postu. Rozmowę przerwało zjawienie się Edgara. Autor powrócił do salonu, gdzie wpatrując się w obraz rozmyślał o tym, jak twarz podróżnego na obrazie chrystusowieje. A potem rozważał nad światłocieniem w sztuce i o tym, że dopiero Rembrandt objawił głęboką tkliwość i mistyczna logikę światła. Tak rozmyślając wyszedł na chłód poranka.

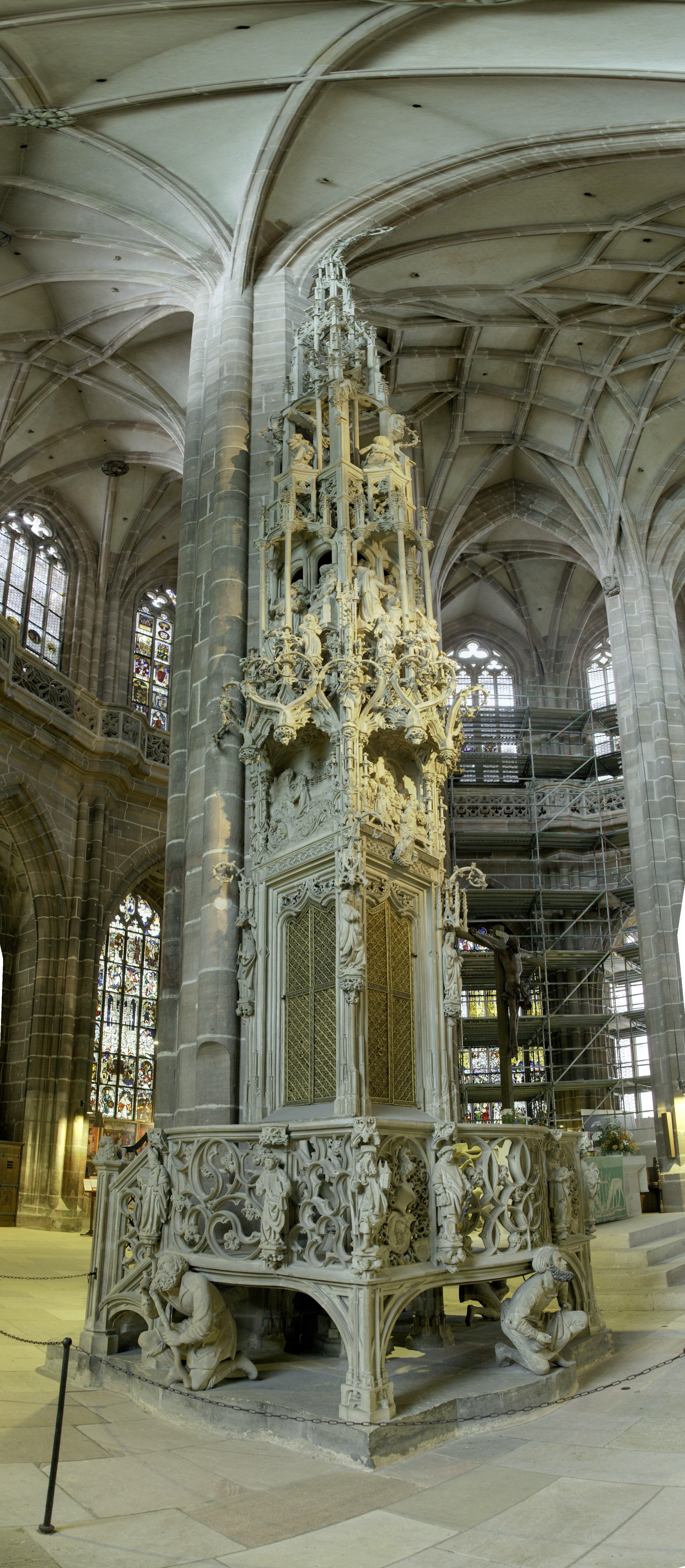
Sakramenthaüsen. Adam Kraft. 1493-1495.

Wyszedłszy na ulicę autor zobaczył pod nogami złotą bransoletkę, która mu nasunęła na myśl aureolę jakiejś świętej. Były to dwa półkola łączące się ze sobą tarczami. Na jednej było imię Edgara, na drugim Eulalii. Błąkając się uliczkami miasta autor natknął się na księdza pod baldachimem, idącego z Najświętszym Sakramentem do umierającego. Poczet był lichy i wydał się narratorowi pochodem wygnanego króla, ostatniego z panujących. Poszedł za nim i trafił do domu starego śmieciarza. Jego syna spotkał wcześniej podczas przechadzki. Po uwielbieniu Boga miał miejsce sakrament namaszczenia olejem świętym. Autor próbował pospieszyć z pomocą finansową, ale jego propozycja została grzecznie odrzucona. Wówczas wręczył żonie umierającego bransoletkę, którą gdyby mąż jej był zdrów, to by znalazł, aby się dowiedziała do kogo należy i zwróciła ja właścicielowi. Podczas dalszej przechadzki zatrzymał go przyjaciel poeta i zaprosił na śniadanie do ogrodu. Podczas posiłku czytał mu wiersze o miłości do płochej kobiety. Wtem wszedł sługa i zawiadomił, że Edgar posłał Eulalii złotą obrączkę w podarunku ślubnym. Autor wyjawił wówczas poecie, u którego śmieciarza znajdzie ten prezent.
Minął dłuższy czas. Autora nawiedził jego poważny przyjaciel i kilka dam. Mieli zamiar wybrać się wysłuchać kazania, a autor rozmyślał jak to stanie pod filarem podobnym do Sakramentshaüsen w Norymberdze, który jest litanią płaczu, gdy zjawił się poeta, wieszcząc omen. Eulalia odrzuciła Edgara. Nie na próżno zginęła ślubna bransoletka. Ku różnym dramatycznym celom może służyć płochość kobiety. Gdy się tak radował, weszła Eulalia w czerni z kwestą w towarzystwie miejskiego bankiera. Potem wszyscy poszli na kazanie, które było o sakramentach w ogólności. Eulalia poszła za bankiera i są szczęśliwi.

## Recepcja utworu
Jan Kaczkowski (1907) zwrócił uwagę na głęboki i znaczące dźwięczenie rzeczy i wydarzeń tak z pozoru codziennych i zwykłych. Zenon Przesmycki (1912) podkreślił, że utkany z luźnych na pozór impresji i wrażeń obraz przedstawia, jak Quidam, ruinę wewnętrzną chrześcijańskiego społeczeństwa. Mieczysław Jastrun (1959) skupił się na plastyczności i muzyczności utworu. Zbigniew Folejewski (1962) analizował grę pozornej przygodności spostrzeżeń i wzruszeń z przemyślną oszczędnością narracji. Wiktor Gomulicki (1969) widział w utworze przyczynek do charakterystyki epoki, o której Norwid mówił, że jest małpą, sprzedającą wszystko za pieniądze.